# Avbāt
Avbāt (persiska: اِوات, اُوبار, وبات, Evāt, اوبات) är en ort i Iran.   Den ligger i provinsen Mazandaran, i den norra delen av landet, 140 km öster om huvudstaden Teheran. Avbāt ligger 1 054 meter över havet och antalet invånare är 105.
Terrängen runt Avbāt är bergig åt sydväst, men åt nordost är den kuperad. Runt Avbāt är det ganska glesbefolkat, med 34 invånare per kvadratkilometer. Närmaste större samhälle är Pol-e Sefīd, 11,3 km nordost om Avbāt. Trakten runt Avbāt består i huvudsak av gräsmarker.